# Four Courts
Four Courts (in gaelico irlandese Na Ceithre Cúirteanna, il significato in italiano è "Quattro Corti") è un elegante palazzo di Dublino situato sulla sponda nord del Liffey che ospita i Tribunali supremi in Irlanda (esattamente la Supreme Court, la High Court, la Court of Exchequer e la Central Criminal Court).

## Storia
L'edificio fu costruito tra il 1796 ed il 1802 dal rinomato architetto James Gandon, che a Dublino disegnò anche la Custom House e che riprese il progetto di Thomas Cooley. Nel palazzo originariamente venivano ospitati i quattro tribunali (Court) Chancery, King's Bench, Exchequer, e Common Pleas, da cui il nome attuale. Una riforma del sistema giudiziario alla fine del XIX secolo ridusse le corti, ma il palazzo mantenne il nome originario. Il sistema venne cambiato ulteriormente nel 1924 con la nascita dello Stato Libero d'Irlanda, il quale cambiò completamente l'assetto giudiziario britannico e introdusse un sistema proprio.
Nel 1916 l'edificio fu conquistato durante la Sollevazione di Pasqua dalle forze repubblicane, guidate da Ned Daly, e subì i bombardamenti dell'artiglieria britannica senza però essere distrutto, a differenza di gran parte del centro cittadino.
Simile sorte ebbe nel 1922, durante la Guerra civile irlandese, quando i repubblicani anti-trattato s'impadronirono delle Four Courts guidati da Rory O'Connor e costrinsero il nuovo governo, nella persona del governatore provvisorio Michael Collins, ad attaccare l'edificio per farlo evacuare, causando successivamente una settimana di scontri nel centro urbano, episodio chiamato col nome di Battaglia di Dublino. Proprio durante l'assedio alle sedi dei tribunali avvenne un episodio controverso e sfortunato: mentre le forze anti-trattato si stavano arrendendo, l'ala ovest dell'edificio fu coinvolta in un'esplosione che distrusse il vecchio archivio dei documenti, causando la perdita di importanti informazioni storiche sull'Irlanda. Questo fatto ha sgomentato spesso l'opinione pubblica irlandese e i repubblicani di allora vennero accusati di aver deliberatamente minato l'archivio, anche se loro smentirono.
Dal 1924 al 1932 la giustizia fu amministrata al Castello di Dublino e il palazzo subì dei restauri che però si rivelarono spesso fallimentari. La quasi totalità dei documenti storici e molti oggetti erano irrecuperabili, le ali dell'edificio vennero allontanate dal fiume per agevolare il cammino dei passanti, i comignoli rimossi e, soprattutto, gli interni decorativi non ripristinati per mancanza di fondi. Ciò che ne risentì di più fu l'omogeneità architettonica del progetto originario di Gandon.
Nonostante che negli anni successivi siano stati uno dei luoghi più imponenti di Dublino, le Quattro Corti subirono anni di trascuratezza, sia nel contesto della pianificazione urbana, con edifici vicini stilisticamente non compatibili, sia nel mantenimento degli elementi decorativi.

## Il palazzo

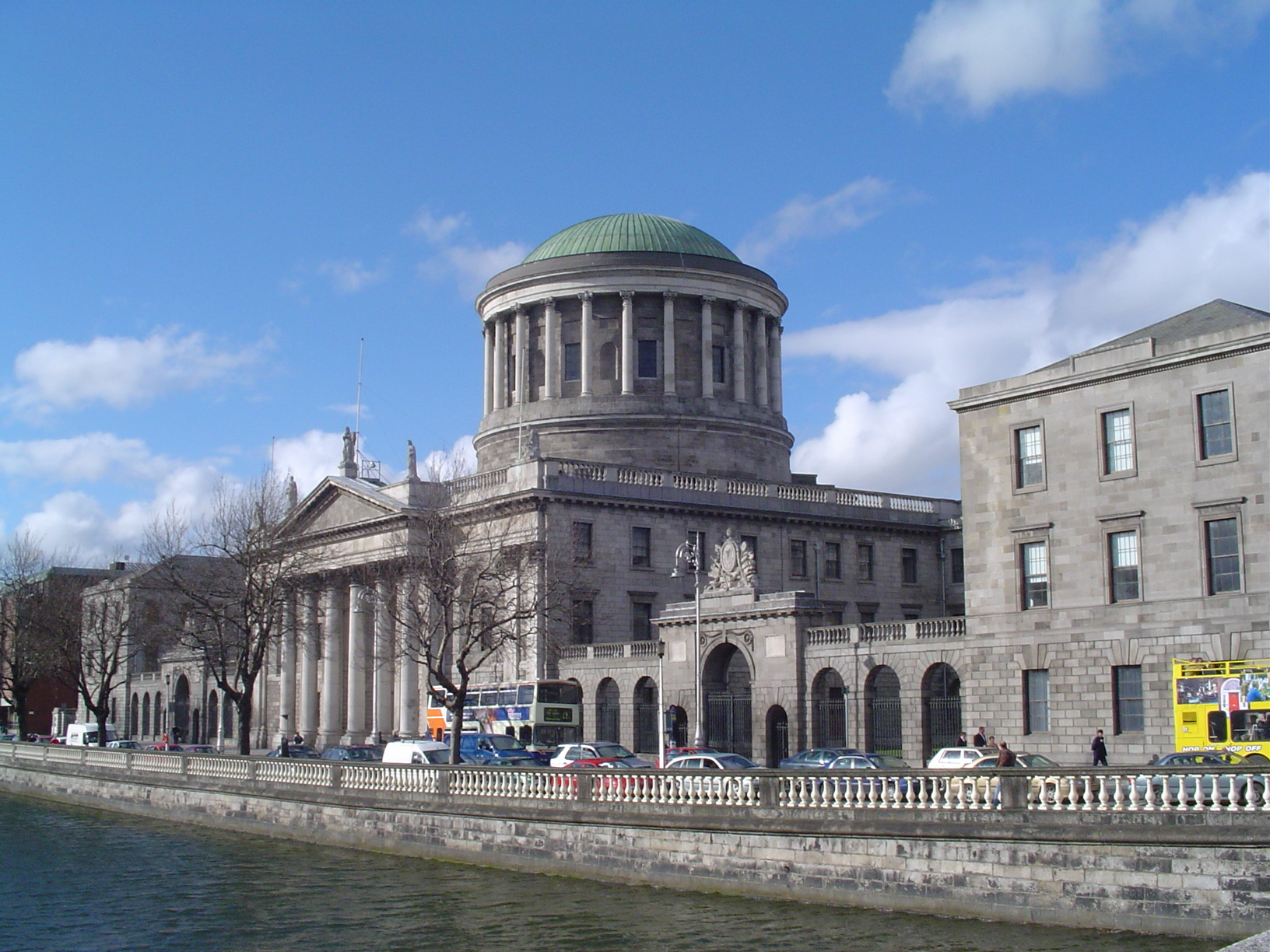
La grossa cupola è visibile da molte parti di Dublino

Le Four Courts sono ospitate da uno dei palazzi più imponenti di Dublino. Visibile da gran parte dei quay sul Liffey, ciò che subito colpisce è la sua cupola azzurrina di notevoli dimensioni appiattita, sorretta da una struttura cilindrica adornata di un colonnato circolare. Altro elemento importante è l'elegante e imponente portico, proiettato in avanti rispetto al resto dell'edificio, ma scavato interiormente.
L'intero edificio presenta varie statue di Edward Smith.

## Aneddoti
- Ci sono ancora molti fori da pallottola sull'edificio, resti della Guerra civile irlandese. Non sono stati rimossi deliberatamente per mostrare la storia che si è consumata nel palazzo e per dare spunti di riflessione alle persone
- Le Four Courts appaiono regolarmente nel film Michael Collins proprio nell'episodio del bombardamento durante la Guerra civile